# Classix Nouveaux
Classix Nouveaux fue una banda inglesa de new wave. Si bien solo gozaron de un éxito menor en su país natal, el Reino Unido, particularmente con su éxito de 1982 «Is It a Dream», que fue un Top 20, la banda tuvo éxitos número uno en Polonia, Portugal, Yugoslavia, Israel, Islandia y otros países.[cita requerida]

## Formación
La ruptura del grupo X-Ray Spex desencadenó en que se colocara un anuncio en Melody Maker, buscando de un nuevo cantante principal. Sal Solo (anteriormente parte de The News) respondió al anuncio. Jak Airport y B. P. Hurding dejaron X-Ray Spex para formar Classix Nouveaux junto con Mik Sweeney y Sal Solo. Su primer concierto tuvo lugar el 25 de agosto de 1979 en el Music Machine de Londres (que luego se convertiría en el Camden Palace y que actualmente se llama KOKO). Gracias a la creciente publicidad de la banda, su imagen teatresca y muy maquillada, la prensa musical empezó a asociarlos con el floreciente movimiento New Romntic. Jak Airport fue reemplazado por Gary Steadman ese mismo año.
En 1980, la banda grabó una sesión de cuatro pistas para Capital Radio y el DJ Nicky Horne tocaba regularmente una de ellas, «Robot's Dance». Esto atrajo el interés de la compañía discográfica United Artists (para entonces parte del grupo EMI), pero a medida que las negociaciones se extendieron, la banda decidió lanzar la canción como su sencillo debut en su propio sello, ESP. También actuaron por primera vez en televisión en Thames TV en Londres. «Robot's Dance» pasó once semanas en el listado del UK Indie Chart, alcanzando el puesto 22 y se convirtió en una popular pista de baile alternativa. El segundo sencillo del grupo, «Nasty Little Green Men», apareció en seguida el 10 de noviembre de 1980.

## Carrera
En 1981, se lanzó el primer álbum de Classix Nouveaux, Night People, junto con dos sencillos de éxito moderado «Guilty» y «Tokyo». Ambos sencillos alcanzaron el Top 75 del Reino Unido y «Guilty» alcanzó el Top 20 en Suecia y el # 25 en Australia. El álbum mismo alcanzó el puesto 66 en el Reino Unido. En septiembre de 1981, Classix Nouveaux contrató al guitarrista finlandés Jimi Sumen en reemplazo de Gary Steadman. Sumen había sido miembro del acto de apoyo en su concierto en Helsinki.
El segundo álbum de Classix Nouveaux trajo a la banda sus mayores éxitos. La Verité fue lanzado en 1982 y el lanzamiento del sencillo «Is It A Dream» trajo a la banda su único hit británico en el Top 20, alcanzando el puesto # 11. Su siguiente sencillo, «Because You're Young», alcanzó el # 43 en el Reino Unido, mientras que el álbum mismo alcanzó el puesto 44.
El tercer y último álbum de Classix Nouveaux, Secret, fue lanzado en 1983, producido por Alex Sadkin. El álbum y sus sencillos no tuvieron éxito en el Reino Unido, pero la banda tuvo sencillos número uno en Polonia con «Never Never Comes» y «Heart from the Start». La banda tuvo una gira y tocó para 25.000 personas en Helsinki, pero para ese momento Solo era el único miembro original, una vez que Jimi Sumen fue reemplazado por Rick Driscoll y B. P. Hurding fue reemplazado por Paul Turley.

## Separación
Classix Nouveaux se separó en 1985, momento para el cual Sal Solo ya había comenzado una carrera en solitario. Tuvo un éxito en el Top 20 del Reino Unido con «San Damiano», que alcanzó el # 15 a comienzos de 1985. Lanzó un álbum el mismo año, Heart and Soul, y más sencillos, «Music and You» (#52) y «Forever Be», pero ninguno de estos fue particularmente exitoso. Luego grabó y cantó con la banda francesa/italiana de rock espacial y electrónico Rockets, antes de involucrarse fuertemente en el catolicismo y lanzar varios álbumes de música cristiana.
Mik Sweeney se mudó a Los Ángeles, donde se dedicó a hacer bajos sin trastes y trabajó en sesiones de estudio; actualmente vive en Irlanda. Gary Steadman se unió a A Flock of Seagulls para su gira Dream Come True de 1986. Jimi Sumen se convirtió en productor discográfico en Finlandia y lanzó allí varios trabajos en solitario.
El primer álbum recopilatorio de Classix Nouveaux fue lanzado en 1997 a través de EMI Records y fue reeditado con una lista de canciones ligeramente diferente en 2003. A partir de ese mismo año, los álbumes originales de la banda fueron reeditados en CD por parte de Cherry Red Records. En 2005, River Records lanzó The River Sessions, un álbum en vivo grabado en la Universidad de Strathclyde en 1982 y, en febrero de 2021, todos los sencillos de la banda y las caras B asociadas se lanzaron como The Liberty Singles Collection, nuevamente a través de Cherry Red Records. En mayo de 2021, la banda sorprendió a sus fanáticos con un nuevo sencillo, que es una nueva versión de «Inside Outside» de su primer álbum. Desde entonces, han anunciado un nuevo álbum que será lanzado en 2022, si bien no tienen planes de volver a reunirse para actuaciones en vivo.

## Discografía

### Álbumes

#### Álbumes de estudio
| Título                                                                            | Detalles del álbum                                                            | Posiciones pico en el gráfico | Posiciones pico en el gráfico | Posiciones pico en el gráfico | Posiciones pico en el gráfico | Posiciones pico en el gráfico | Posiciones pico en el gráfico |
| Título                                                                            | Detalles del álbum                                                            | Reino Unido                   | Australia                     | Finlandia                     | Islandia                      | POR                           | SUE                           |
| --------------------------------------------------------------------------------- | ----------------------------------------------------------------------------- | ----------------------------- | ----------------------------- | ----------------------------- | ----------------------------- | ----------------------------- | ----------------------------- |
| Night People                                                                      | - Lanzamiento: 11 de mayo de 1981 - Disquera: Liberty - Formatos: LP, MC      | 66                            | 85                            | 18                            | —                             | —                             | 11                            |
| La Verité                                                                         | - Lanzamiento: 5 de abril de 1982 - Disquera: Liberty - Formatos: LP, MC      | 44                            | —                             | 6                             | 3                             | 1                             | 17                            |
| Secret                                                                            | - Lanzamiento: 14 de noviembre de 1983 - Disquera: Liberty - Formatos: LP, MC | —                             | —                             | —                             | —                             | —                             | —                             |
| "-" denota lanzamientos que no se registraron o no se lanzaron en ese territorio. |                                                                               |                               |                               |                               |                               |                               |                               |

#### Álbumes en vivo
| Título             | Detalles del álbum                                     |
| ------------------ | ------------------------------------------------------ |
| The River Sessions | - Lanzamiento: 2005 - Discográfica: Río - Formatos: CD |

#### Álbumes recopilatorios
| Título                            | Detalles del álbum                                                                                        |
| --------------------------------- | --- |
| Individual                        | - Lanzamiento: 1982 - Disquera: Liberty - Formatos: LP - Lanzamiento solo en Japón                        |
| The Very Best of Classix Nouveaux | - Lanzamiento: septiembre de 1997 - Discográfica: EMI - Formatos: CD                                      |
| The Very Best of Classix Nouveaux | - Lanzamiento: diciembre de 2003 - Discográfica: EMI - Formatos: CD - Diferente de la compilación de 1997 |
| The Liberty Singles Collection    | - Lanzamiento: 18 de enero de 2010 - Discográfica: Cherry Red - Formatos: CD                              |
| The Liberty Recordings 1981-1983  | - Lanzamiento: 26 de febrero de 2021 - Discográfica: Cherry Red - Formatos: CD, descarga digital          |

### Sencillos
| Título                                                                                       | Año  | Peak chart positions | Peak chart positions | Peak chart positions | Peak chart positions | Peak chart positions | Peak chart positions | Peak chart positions | Peak chart positions | Peak chart positions | Peak chart positions | Álbum                  |
| Título                                                                                       | Año  | Reino Unido          | Reino Unido Indie    | AUS                  | FIN                  | ISL                  | IR                   | POR                  | ESP                  | SUE                  | US Dance             | Álbum                  |
| -------------------------------------------------------------------------------------------- | ---- | -------------------- | -------------------- | -------------------- | -------------------- | -------------------- | -------------------- | -------------------- | -------------------- | -------------------- | -------------------- | ---------------------- |
| "The Robots Dance"                                                                           | 1980 | —                    | 22                   | —                    | —                    | —                    | —                    | —                    | —                    | —                    | —                    |                        |
| "Nasty Little Green Men"                                                                     | 1980 | —                    | —                    | —                    | —                    | —                    | —                    | —                    | —                    | —                    | —                    |                        |
| "Guilty"                                                                                     | 1981 | 43                   | —                    | 25                   | —                    | —                    | —                    | 17                   | —                    | —                    | 66                   | Night People           |
| "Tokyo"                                                                                      | 1981 | 67                   | —                    | —                    | —                    | —                    | —                    | —                    | —                    | —                    | —                    | Night People           |
| "Inside Outside"                                                                             | 1981 | 45                   | —                    | —                    | —                    | —                    | —                    | —                    | —                    | —                    | —                    | Night People           |
| "Run Away" (France-only release)                                                             | 1981 | —                    | —                    | —                    | —                    | —                    | —                    | —                    | —                    | —                    | —                    | Night People           |
| "Never Again (The Days Time Erased)"                                                         | 1981 | 44                   | —                    | —                    | 13                   | —                    | —                    | 1                    | 13                   | 19                   | —                    | La Verité              |
| "Is It a Dream"                                                                              | 1982 | 11                   | —                    | —                    | 11                   | 3                    | 29                   | 9                    | —                    | —                    | —                    | La Verité              |
| "Because You're Young"                                                                       | 1982 | 43                   | —                    | —                    | —                    | —                    | —                    | —                    | —                    | —                    | —                    | La Verité              |
| "The End… Or the Beginning?"                                                                 | 1982 | 60                   | —                    | —                    | 25                   | —                    | —                    | —                    | —                    | —                    | —                    |                        |
| "Forever and a Day"                                                                          | 1983 | 102                  | —                    | —                    | 26                   | —                    | —                    | —                    | —                    | —                    | —                    | Secret                 |
| "Never Never Comes"                                                                          | 1983 | 165                  | —                    | —                    | —                    | —                    | —                    | —                    | —                    | —                    | —                    | Secret                 |
| "Heartbeat" (credited as Sal Solo with Classix Nouveaux)                                     | 1985 | —                    | —                    | —                    | —                    | —                    | —                    | —                    | —                    | —                    | —                    | Heart & Soul (by Solo) |
| "Inside Outside 2021"                                                                        | 2021 | —                    | —                    | —                    | —                    | —                    | —                    | —                    | —                    | —                    | —                    |                        |
| "—" denota lanzamientos que no aparecieron en listas o no fueron lanzados en ese territorio. |      |                      |                      |                      |                      |                      |                      |                      |                      |                      |                      |                        |